# Banksia coccinea
Banksia coccinea, comúnmente conocida como banksia escarlata, banksia waratah o banksia de Albany, es un arbusto erecto o árbol pequeño en el género  de plantas Banksia. endémico del suroeste de Australia Occidental, crece desde Albany (35°S) al este de Young River (33°47'S 121°10') , y al norte hasta la cordillera Stirling (34°24'S).

## Descripción
La banksias escarlata crece como un arbusto erecto o árbol pequeño de hasta 8 m de alto. Las hojas son planas, desde 3 centímetros hasta 9 centímetros, con grandes dientes puntiagudos.
Sin embargo todas las especies de Banksia tienen las flores dispuestas en espiral alrededor de los ejes de las espigas florales, en algunas especies existe una alineación superimpuesta en esta. En Banksia coccinea, la alineación vertical está fuertemente acentuada por grandes huecos entre las columnas. Además las columnas vecinas se inclinan en direcciones opuestas, resultando en columnas verticales rojas brillantes consistentes en muchos estilos florales atravesándose, alternando con grandes huecos verticales a través de los cuales se pueden ver los periantos verde claros.  El resultado final es una espiga floral con elegantes rayas verticales rojas y blancas.
La banksia escarlata fue publicada por primera vez por Robert Brown en 1810.  Debido a la inusual apariencia de sus flores, está colocada en su propia sección, Banksia sect. Coccinea, del subgénero Banksia subg. Banksia.  Ninguna subespecie es reconocida.

## Taxonomía
Banksia coccinea fue descrita por Robert Brown y publicado en Transactions of the Linnean Society of London, Botany 10: 207. 1810.
Etimología
Banksia: nombre genérico que fue otorgado en honor del botánico inglés Sir Joseph Banks, quién colectó el primer espécimen de Banksia en 1770, durante la primera expedición de James Cook.
coccinea: epíteto latíno que significa "de color escarlata".
Sinonimia
- Banksia purpurea Schnizl.
- Sirmuellera coccinea Kuntze[3]

## Galería

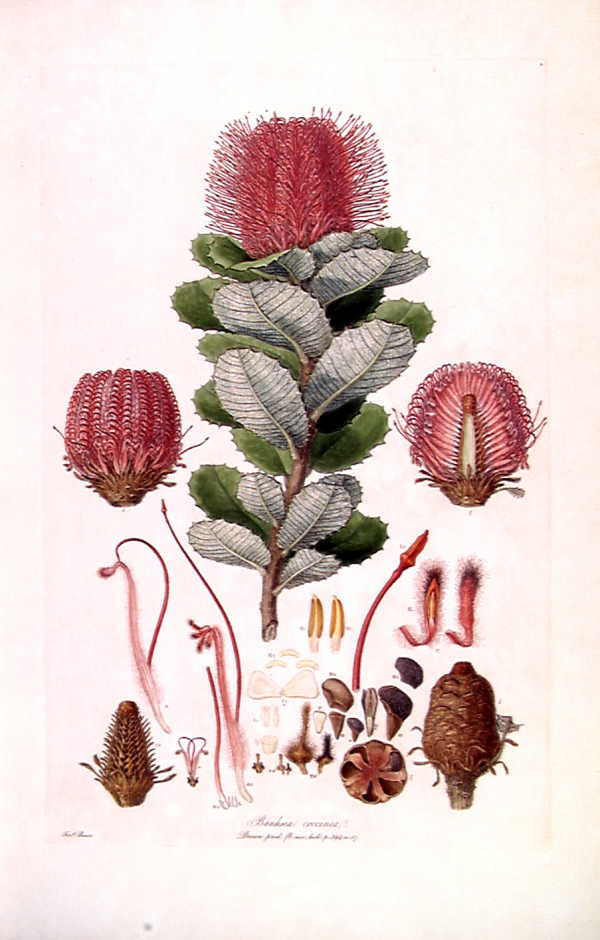
Ilustración de Banksia coccinea por Ferdinand Bauer en 1813
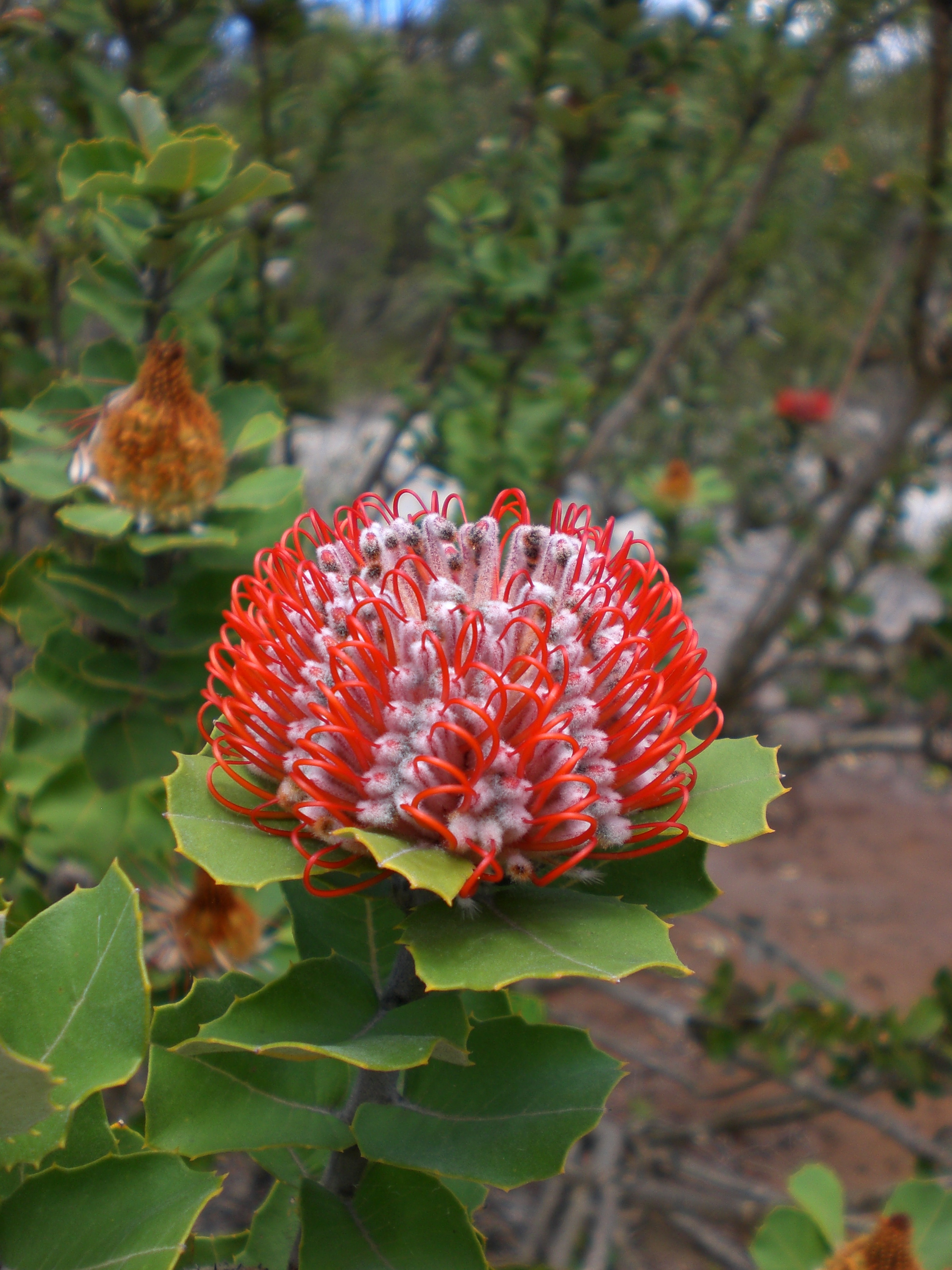
Espiga floral de Banksia coccinea en Albany
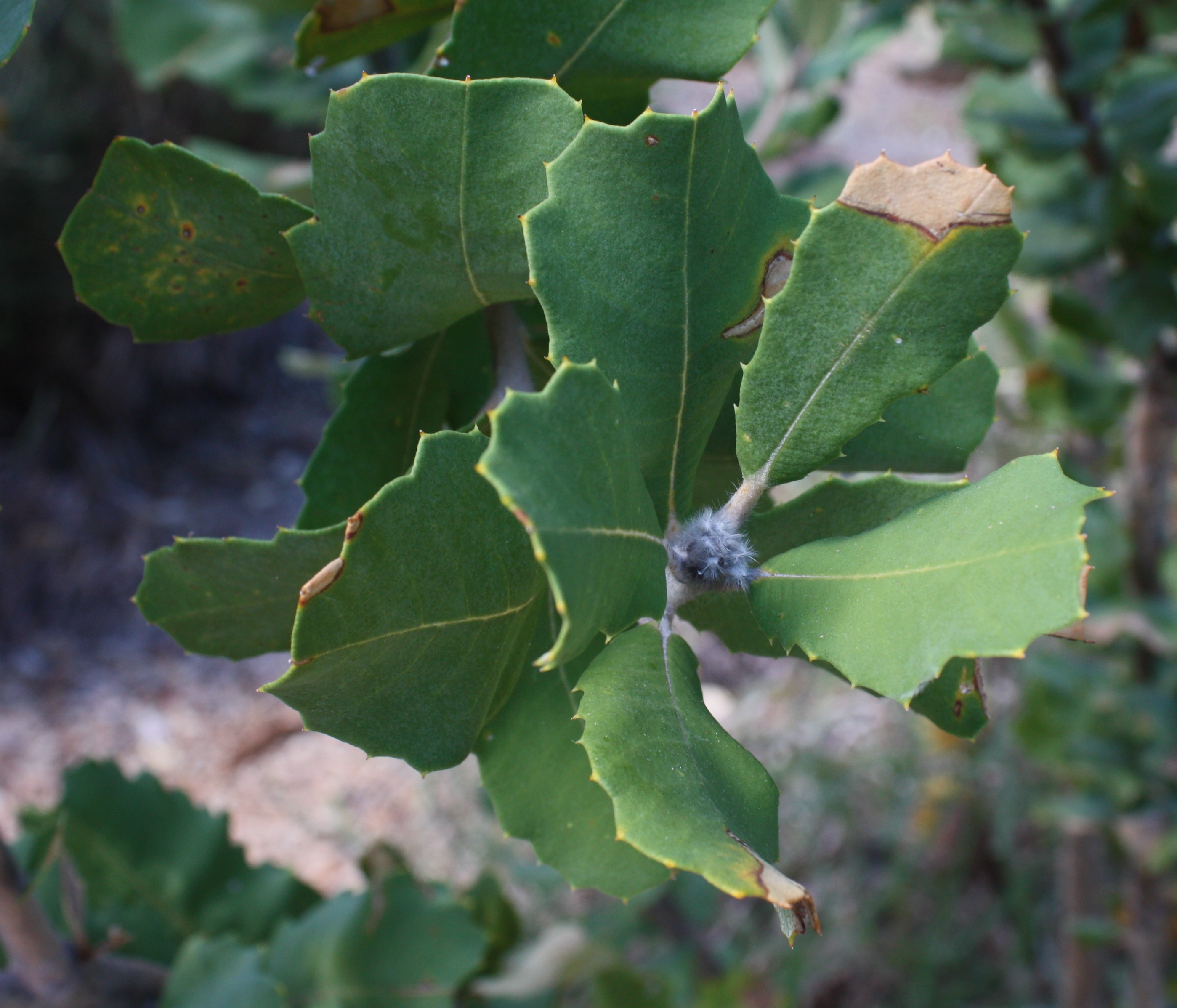
Detalle de la hoja
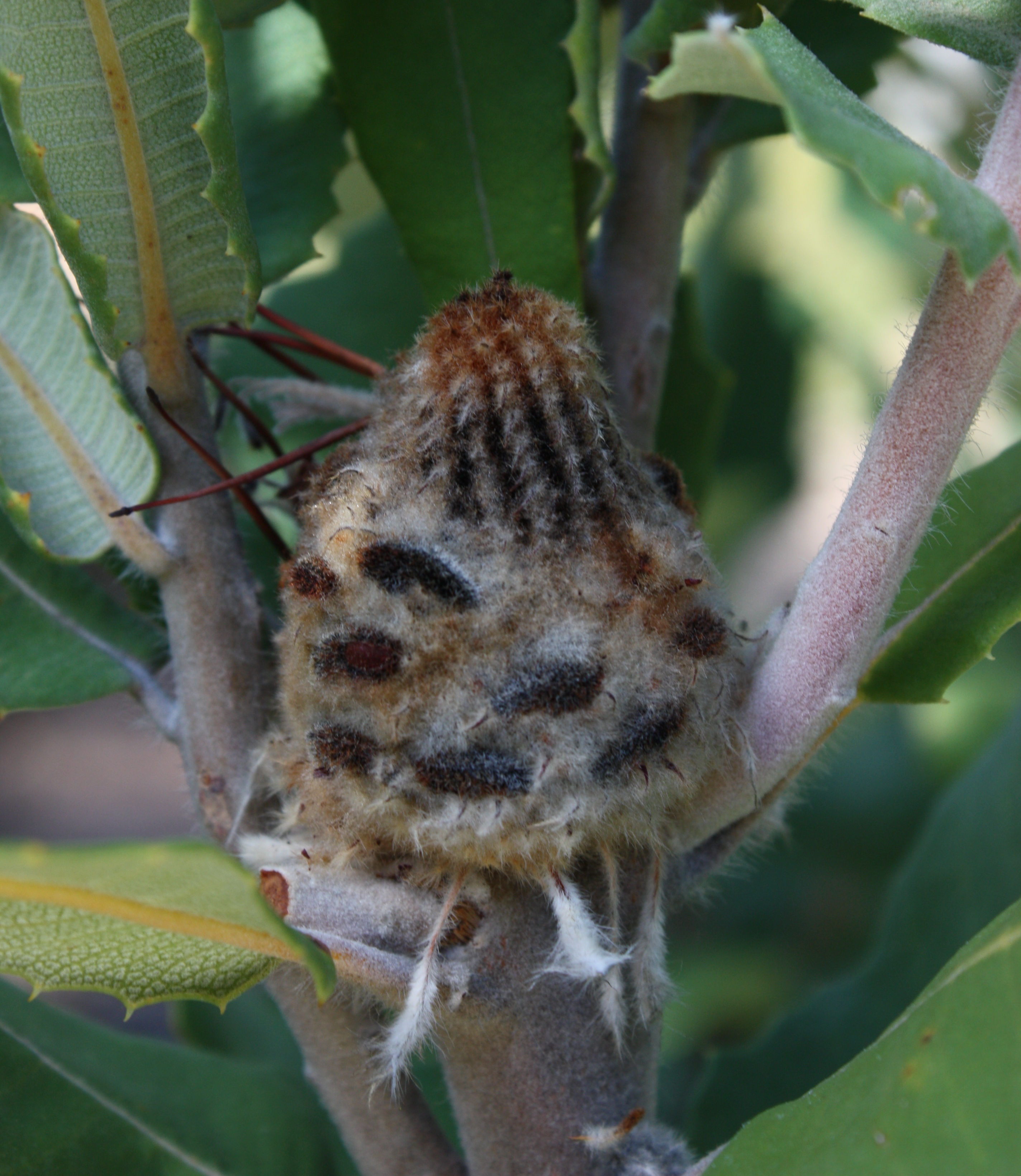
Detalle del fruto